# Templo de Kona
El Templo de Kona es uno de los templos construidos y operados por  La Iglesia de Jesucristo de los Santos de los Últimos Días, el número 72 construido por esta confesión, el número 70 en operaciones continuas y el segundo templo construido en las islas de Hawái. El templo está localizado en una colina a un costado de la autovía Queen Ka'ahumanu en Kailua-Kona, en la isla de Hawái y es el sexto templo construido en las islas del Pacífico.  

## Historia
Previo a la construcción en su isla, los fieles de la iglesia en Kona asistían al templo de Laie en la isla de Oahu, a unos 180 millas (289,7 km), dedicado en 1920. Para los años 1980, las dos estacas de la isla llevaban a sus fieles a Laie una vez a mes por un costo aproximado de $400 mil al año. El costo de un templo de menores proporciones en la isla proporcionaría un ahorro para las comunidades en asistir a sus ceremonias eclesiásticas.

## Anuncio
La primera mención de un segundo templo en Hawái vino del entonces presidente de la iglesia Spencer W. Kimball quien durante la rededicación del templo de Laie en 1978 refirió la construcción de otros templos en el futuro. En abril de 1998 la iglesia anunció la construcción de nuevos templos de menores proporciones alrededor del mundo. La construcción de un segundo templo en Hawái con estas nuevas dimensiones fue anunciado el 7 de mayo de 1998 por el entonces presidente de la iglesia Gordon B. Hinckley. El templo de Kona fue el templo número 15 construido con estas especificaciones de menores proporciones con el fin de completar la meta de tener construidos 100 templos alrededor del mundo para fines del año 2000. 
Tras el anuncio público la iglesia decidió construir el nuevo templo en el terreno de uno de los centros de estaca que la iglesia ya poseía y la ceremonia de la primera palada fue luego presidida por autoridades locales el 13 de marzo de 1999, a la que asistieron aproximadamente 1.200 de fieles e invitados. Ese mismo día se realizaron las ceremonias de la primera palada del templo de Nashville y el templo de Oaxaca, la primera vez que tres templos recibieron la primera palada en el mismo día.

## Diseño
La estructura del templo en sí fue construida en mármol blanco y algunos materiales nativos de Hawái. Los arquitectos utilizaron un diseño clásico simple, con un solo pináculo, similar a otros templos menores construidos por la Iglesia SUD. Después de su conclusión, se realizó una Casa Abierta entre los días 12 y 15 de enero de 2000.
Gordon B. Hinckley, presidente de La Iglesia de Jesucristo de los Santos de los Últimos Días de la época, dedicó el Templo de Kona el 24 de enero de 2000. También estaba presente en la reunión de dedicación Boyd K. Packer, Presidente Interino del Cuórum de los Doce Apóstoles, además del Élder Hallstrom, del Quorum de los Setenta. Más de 3.800 personas estuvieron presentes en las sesiones dedicatorias.
El Templo de Kona posee dos salas de ordenanzas y dos salas de sellamiento, donde se realiza el matrimonio celestial. La dedicación del templo fue considerada el primer evento de conmemoración del sesquicentenario de la Iglesia en Hawái.

### Renovación
La Primera Presidencia de la iglesia ha anunciado que el Templo de Kona será expuesta a amplias renovaciones comenzando en 2023. Se espera que las mejoras se completen a fines de 2025. Los área del edificio aumentará de 9500 pies cuadrados (882,6 m²) a aproximadamente 12 000 pies cuadrados (1114,8 m²).